# Nikolaus Ungnad von Weißenwolf
Nikolaus Graf Ungnad von Weißenwolf (* 16. August 1763 in Prag; † 11. April 1825 in Linz) war ein österreichischer Feldmarschallleutnant und Ritter des Maria-Theresia-Ordens.

## Leben
Er wurde 1763 als Sohn von  Guidobald Weißenwolf (1723–1784) und der Josepha von Salza zu Heidersdorf in Prag geboren.
Er wurde 1775 unter dem Großmeister des Malteserordens, Emmanuel de Rohan-Polduc als Page aufgenommen und 1776 zum Ritter geschlagen. 1777 trat er als Fähnrich in das kaiserliche Infanterie-Regiment Nr. 57 ein, wo er 1778 zum Leutnant befördert wurde. 1784 wechselte er als Oberleutnant zum Infanterie-Regiment Nr. 32. Während des Krieges gegen die Türken 1788 nahm er als Hauptmann im Verband der Eszterhazy-Infanterie teil.
Im Krieg gegen Frankreich 1793 kämpfte er bei Maubeuge und 1794 an der Neckarschanze bei Mannheim sowie 1796 unter Erzherzog Karl in der Schlacht von Würzburg . Er wurde noch im gleichen Jahr zum Major befördert und diente 1797 beim kroatischen Freikorps von Major Löwenberg, später nach dessen Auflösung zum Oberstleutnant aufgestiegen beim Hoch- und Deutschmeister Infanterie-Regiment Nr. 4 und danach beim Infanterie-Regiment Nr. 11.
Im Feldzug 1799 im Engadin führte er seine Einheit in einem beschwerlichen Marsch durch das Gebirge und fiel den französischen Truppen erfolgreich in den Rücken. Danach bekam er das Kommando über ein neu aufgestelltes Grenadier-Bataillon in Tirol, er bekämpfte die Franzosen bei Taufers, nahm an den Schlachten bei Novi, Genola und Marengo teil und wurde im Juni 1800 zum Oberst befördert. Im Feldzug von 1805 führte er das Infanterie-Regiment Eszterhazy und bewährte sich in der Schlacht bei Caldiero derartig, dass er vom Erzherzog Karl noch auf dem Schlachtfeld zum Generalmajor befördert wurde.
Im Feldzug von 1809 kommandierte er eine Infanterie-Brigade im Korps des FML Hiller und nahm an den Schlachten bei Landshut, Ebelsberg, Aspern, Wagram und Znaim teil. Besonders sein Einsatz bei den Kämpfen um Eßling brachte ihm die Rangerhöhung zum Feldmarschalleutnant. Außerdem wurde er zweiter Inhaber des Infanterie-Regiment No. 3 ein. Im Jahr 1810 fungierte er als Generalinspektor in Böhmen.
Während des Befreiungskrieges 1813 befehligt er eine Grenadier-Division. Am 16. Oktober 1813 kämpfte er in der Völkerschlacht bei Leipzig im Verband des Reservekorps des Generals der Kavallerie Prinz Friedrich von Hessen-Homburg.
Seine Truppen rückten dabei über Loschwitz und Deuben am rechten Ufer der Pleiße bei Gröbern vor. Er unterstützte die Division Bianchi und die Reiterei unter Nostitz im Gefecht von Wachau. Das schnelle Eingreifen seiner Truppen stoppte das weitere Vordringen der Franzosen. Im Kampf gegen das Korps Poniatowski konnte er gegnerische Angriffe bei Dölitz erfolgreich abschlagen und diesen Ort einnehme. Für diese Leistung erhielt er das Ritterkreuz des Maria-Theresia-Orden und den russischen St. Anna-Orden 1. Klasse. Weißenwolf nahm auch an den weiteren Feldzügen in Deutschland und Frankreich teil. 1814 kämpfte er in der Schlacht bei Fère-Champenoise und vor Paris. 1815 war er Divisionär in Brünn, Preßburg und Wien. 1816 fungierte er als Militärkommandant in Linz und Salzburg. Er verstarb 1825 im aktiven Dienst und wurde in Steyregg bestattet.